# Сфинктер Одди

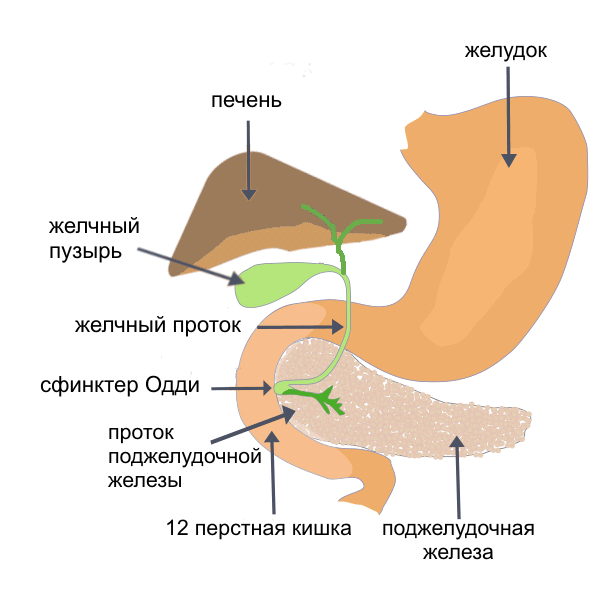

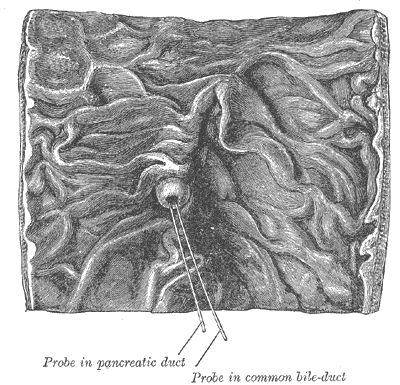
Сфинктер Одди находится в фатеровом сосочке (на рисунке), располагающемся на внутренней поверхности нисходящей части двенадцатиперстной кишки

Сфи́нктер О́дди (лат. sphincter Oddi) — гладкая мышца, располагающаяся в фатеровом (большом дуоденальном) сосочке, находящемся на внутренней поверхности нисходящей части двенадцатиперстной кишки. Сфинктер Одди управляет поступлением желчи и сока поджелудочной железы в двенадцатиперстную кишку и препятствует поступлению кишечного содержимого в жёлчные и панкреатические протоки.
Открыт в середине XVII века английским анатомом Фрэнсисом Глиссоном. Назван в честь итальянского физиолога и анатома Руджеро Одди, который первым описал его физиологические свойства и опубликовал морфологические наблюдения о структуре сфинктера (1887).

## Анатомическое строение сфинктера Одди
Выделяют следующие анатомические образования, осуществляющие скоординированную деятельность сфинктерного аппарата:
1. Сложная мышца сосочка двенадцатиперстной кишки, состоящая из:
- мышцы-сжимателя основания сосочка;
- мышцы-дилататора сосочка;
- мышцы-сжимателя сосочка, или сфинктера Вестфаля.

2. Собственный сфинктер общего жёлчного протока.
3. Собственный сфинктер протока поджелудочной железы.

## Функционирование сфинктера Одди
Сфинктер Одди способствует подъёму давления в общем жёлчном протоке. Тонус сфинктера Одди вне пищеварения повышен, что ограничивает выход желчи в кишку. В период активности желудка и двенадцатиперстной кишки сфинктер Одди работает как быстрый насос, обеспечивая выход желчи непрерывной струёй с продолжительностью от нескольких секунд до 1 минуты. В фазе покоя выход желчи в двенадцатиперстную кишку также осуществляется, но эпизодически, примерно по 18 капель в минуту. Сфинктер Одди, находясь практически всё время в состоянии активности, совершает медленные движения, как бы выдавливая желчь и пропуская её в двенадцатиперстную кишку (работая, как медленный насос).
У здоровых людей базальное давление сфинктера Одди составляет 10—40 мм ртутного столба. Значения базального давления выше 40 мм рт. ст. считаются патологическими.

## Манометрия сфинктера Одди

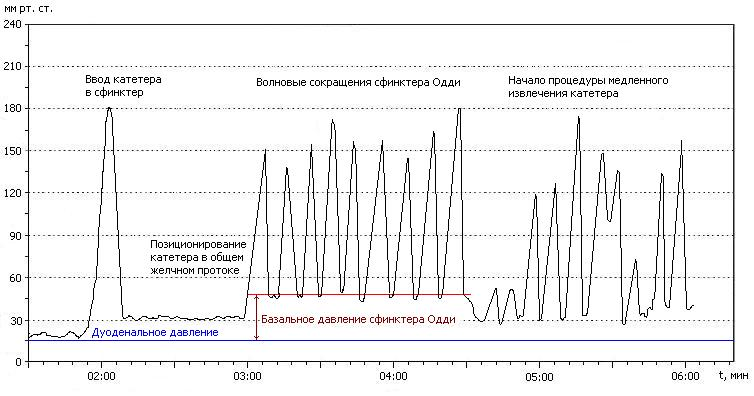
Условный график манометрии сфинктера Одди по методике Ch. Stendal.

Наиболее информативным методом является манометрия сфинктера Одди. Измерение проводится трёхпросветным катетером, вводимым пациенту через дуоденоскоп. Второй конец катетера подключается к записывающей и анализирующей аппаратуре. Технология применения прибора аналогична антродуоденальной манометрии. Манометрические показатели функционального состояния сфинктера Одди отражают его тонус (базальное давление) и двигательную активность (амплитуду, частоту, продолжительность сокращения сфинктера Одди и направление распространения перистальтических волн). Таким образом можно точно определить состояние сфинктера Одди, дифференцировать стеноз и дискинезию.